# Critical Thinking
Critical Thinking é o décimo sexto álbum de estúdio da banda galesa de rock Manic Street Preachers, foi lançado pela Columbia Records em 14 de fevereiro de 2025.

## Antecedentes
Em 2021, os Manics lançaram o disco inédito The Ultra Vivid Lament, que recebeu críticas geralmente positivas dos críticos. O álbum vendeu 27.000 cópias na primeira semana, garantindo à banda seu segundo álbum número 1 no Reino Unido, já que eles venceram os Steps por pouco para chegar ao primeiro lugar.
Em 2022, o grupo também passou a trabalhar numa edição especial de 20 anos do álbum Know Your Enemy, lançado em 2001 e lançou a coletânea Sleep Next to Plastic, com covers de artistas e bandas como Nirvana, Guns 'N Roses, Amy Winehouse, Echo & the Bunnymen e Paul Simon.
Em setembro de 2022, os Manics anunciaram uma turnê conjunta nos Estados Unidos e no Canadá com o grupo Suede para novembro de 2022, que seria a primeira vez que as duas bandas dividiriam o palco desde que fizeram uma turnê conjunta pela Europa em 1994. Em 24 de junho de 2023, a banda tocou no Glastonbury Festival. Já em 2024, a banda apresentou uma edição comemorativa de 20 anos de Lifeblood (2004).

## Produção
Critical Thinking mantém a parceria do grupo com o produtor musical Dave Eringa, que trabalha com o grupo desde Everything Must Go. Diferentemente de outros trabalhos do grupo, foi o primeiro da história do Manic Street Preachers com o baixista Nicky Wire como intérprete principal de uma single. (1996)

## Faixas
| N.º | Título                    | Duração |  |
| 1.  | "Critical Thinking"       | 3:01    |  |
| 2.  | "Decline & Fall"          | 3:42    |  |
| 3.  | "Brushstrokes of Reunion" | 3:35    |  |
| 4.  | "Hiding in Plain Sight"   | 3:34    |  |
| 5.  | "People Ruin Paintings"   | 4:22    |  |
| 6.  | "Dear Stephen"            | 3:31    |  |
| 7.  | "Being Baptised"          | 4:02    |  |
| 8.  | "My Brave Friend"         | 3:23    |  |
| 9.  | "Out Of Time Revival"     | 2:55    |  |
| 10. | "Deleted Scenes"          | 3:23    |  |
| 11. | "Late Day Peaks"          | 2:55    |  |
| 12. | "OneManMilitia"           | 2:53    |  |

## Ficha técnica
- James Dean Bradfield - vocais, guitarras
- Sean Moore - bateria, percussão
- Nicky Wire - baixo, vocais